# Естер Рошон
Естер Рошон (англ. Esther Rochon (Esther Blackburn), рід Блекберн англ. Blackburn, нар. 27 червня 1948) — франкоканадська письменниця-фантаст.
Народилася в Квебеку, провінція Квебек, донька сценариста Март Блекберн і композиторки Моріс Блекберн.
У 16 років вона виграла першу премію генерал-губернатора за коротке оповідання в конкурсі Радіо Канади «Молодих авторів». Рохон вивчала математику в університеті Монреаля.
Вона виграла Гран-прі (Fantasy Grand Prix) — Наукова Фантастика Квебеку (Quebec Science Fiction) чотири рази.
У 90-х роках роман «Мушля» Естер Рошон у «франкомовній фантастиці» був зіркою. Сюжет побудовано навколо любові, що зв'язує людей і дивне поліморфне чудовисько. Пізні твори авторки демонструють її захоплення буддистською езотерикою, наприклад «Чорний архіпелаг», (1999).

## Вибрана бібліографія
- En hommage aux araignées — 1974
- L'épuisement du soleil — 1985
- Coquillage — 1987 (у перекладі як Shell , 1990)
- L'espace du diamant — 1991